# Pallamano UISP 80 Putignano
La Polisportiva UISP’80 Putignano è una squadra di pallamano di Putignano.

## Storia
La polisportiva nasce nel 1980 per volontà di un gruppo di persone che già dal 1973 organizzava sul territorio putignanese varie attività legate all'attività motoria. Il 1980 è invece l’anno in cui la Polisportiva fa l’esordio nei campionati federali dapprima con una selezione di pallavolo maschile seguita a stretto giro di posta dalla squadra di pallavolo femminile. Nel 1983 tocca alla pallamano maschile effettuare la sua prima iscrizione al campionato di serie D. Gli anni seguenti sono gli anni dello sviluppo e del consolidamento a livello territoriale. La compagine di pallamano della UISP’80 affronterà diversi campionati di serie C e B senza mai arrivare a sfiorare la serie A.
La svolta arriva alla sul finire degli anni ’90 quando si insedia l’attuale gruppo dirigenziale composto da Giovanni Pizzutilo, storico giocatore del sodalizio, Filippo Laera, Mario Mirizzi, Gianni Perrini e Luigi Romano. La società inizia ad investire sui giovani grazie alla disponibilità della palestra della nuova sede della scuola media “Stefano da Putignano” che sostituisce come luogo di gioco e allenamento l’ex Mercato Coperto. È proprio grazie ai giovani putignanesi che arriva la prima promozione in serie A2 nel 2006.
Dopo diversi anni di militanza in A2, finalmente la UISP’80 conquista la massima serie nazionale. Nel frattempo nei campionati giovanili il gruppo composto dagli atleti di classe ‘92/’93 si guadagna per 4 volte di seguito il titolo di campioni regionali e il conseguente accesso alle finali nazionali di categoria arrivando anche ad ottenere il titolo di vicecampioni d’Italia U16. Intanto il primo e ultimo campionato di serie A1 si conclude con una salvezza per il Putignano. A fine anno, però, la società rossoblù è costretta ad ammettere che senza grandi finanziamenti la serie A1 risulta un campionato troppo oneroso da affrontare e così decide di ripartire dalla serie B con un gruppo di giovani putignanesi avente proprio come cardine i ragazzi classe ’92.
Dopo due anni, nella stagione 2015/16, questo gruppo riesce a ottenere la tanto agognata promozione in serie A2. Questa volta la dirigenza decidere di riconfermare l’intero roster senza aggiungere innesti forestieri e vince la scommessa, in quanto il Putignano chiude il girone D di serie A2 2016/17 al terzo posto. Nella stagione 2017/18 la UISP’80,senza modificare la sua filosofia organizzativa ma solo grazie ad alcuni piccoli cambiamenti nell'organico, riesce a raggiungere il secondo posto nel suo girone e a conquistare l’accesso i playoff dove viene estromessa ai quarti dall’Oderzo, futuro vincitore della competizione.